# Hoa Lư (phường)
Hoa Lư là một phường cũ thuộc thành phố Pleiku, tỉnh Gia Lai, Việt Nam.
Phường Hoa Lư có diện tích 5,08 km², dân số năm 1999 là 10.121 người, mật độ dân số đạt 1.992 người/km², dân số năm 2018 là 25.297 người, mật độ dân số đạt 4.797 người/km².
Theo Nghị quyết số 1664/NQ-UBTVQH15 năm 2025, hợp nhất toàn bộ diện tích tự nhiên và dân số của 4 phường: Tây Sơn, Hội Thương, Hoa Lư, Phù Đổng và xã Trà Đa thành phường Pleiku.